# Vêtements aztèques
Les vêtements aztèques sont les vêtements que portaient les Mexicas et les autres peuples nahuas de l'Empire aztèque en Amérique précolombienne.

### Femmes

Vêtements communs de la femme mexica.

### Hommes

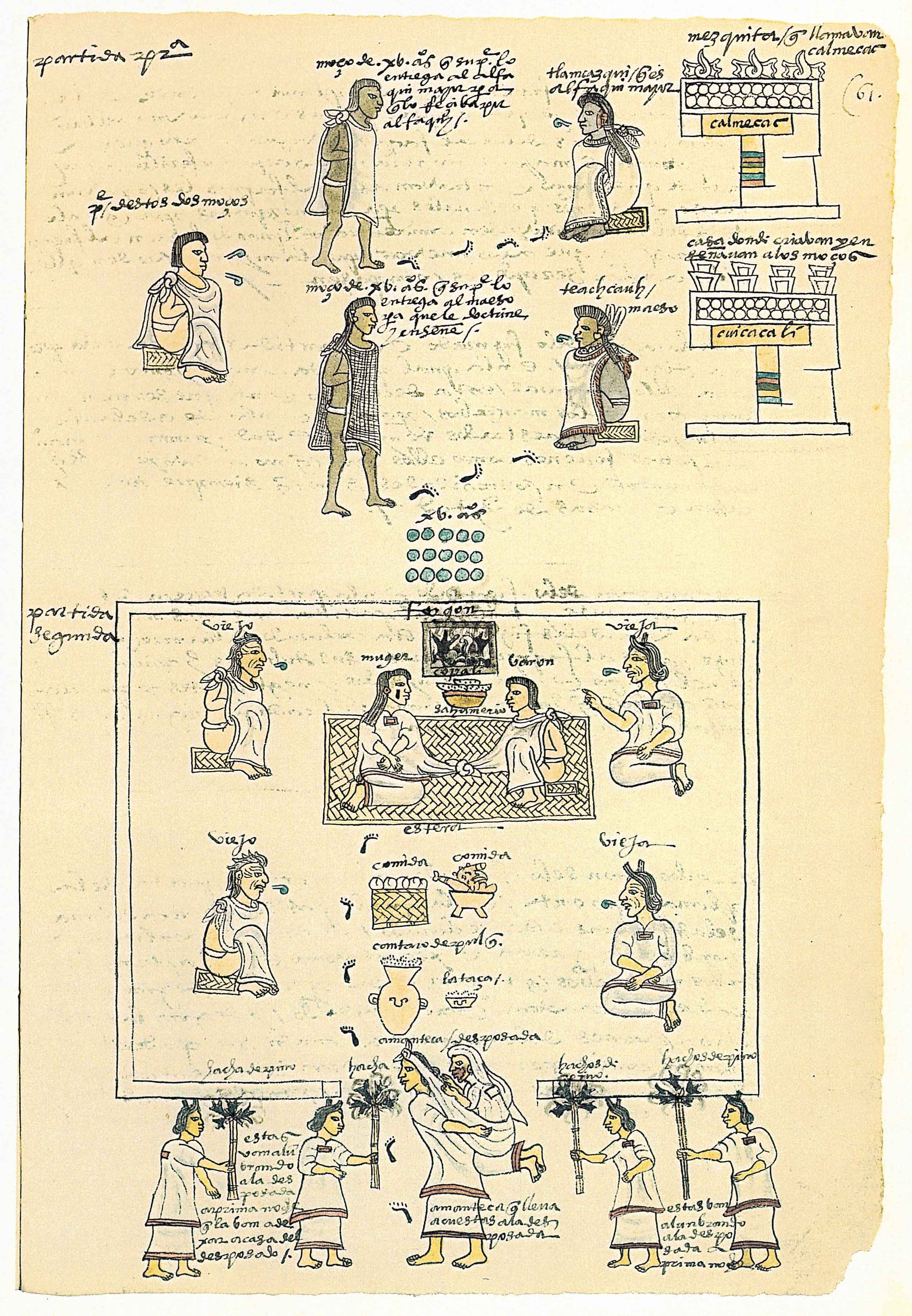
Exemple de tenue masculine civile commune (Codex Mendoza).

a : jeune vêtu uniquement d'un maxtlatl ; b : gens du peuple (macehualli) ; c : noble (pilli) ou ancien guerrier ; d : classes gouvernantes et clergé ; e : façon moins commune de nouer le tilmatli ; f : guerrier.

## Vêtements

### Enfants

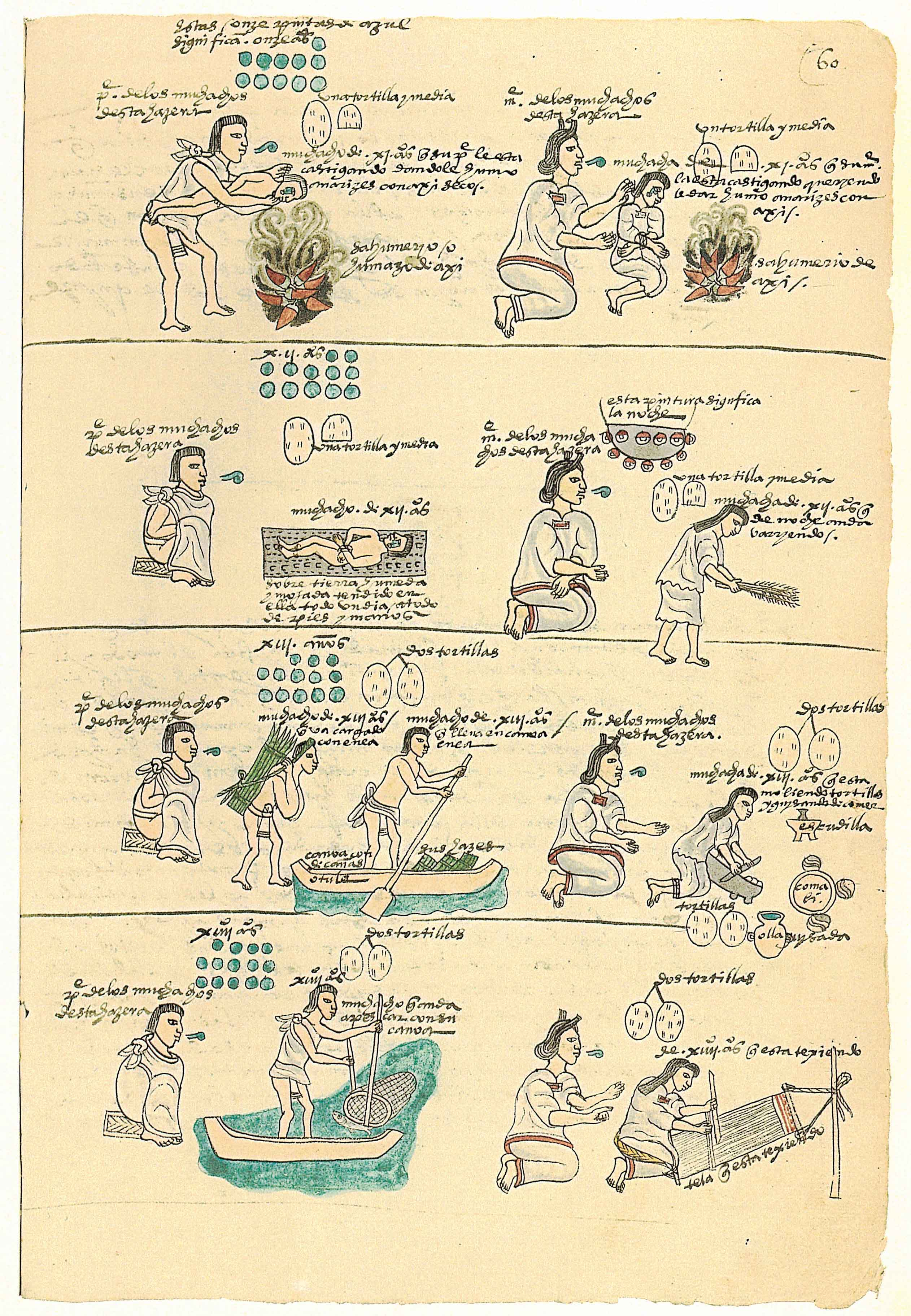
Exemples de tenues portées par les enfants (Codex Mendoza, recto du folio 60).

Les filles portaient une tenue similaire à celle des femmes, mais plus simple, avec moins d'ornements. Les garçons ne portaient qu'un maxtlatl (pagne), ou rien.

### Militaires

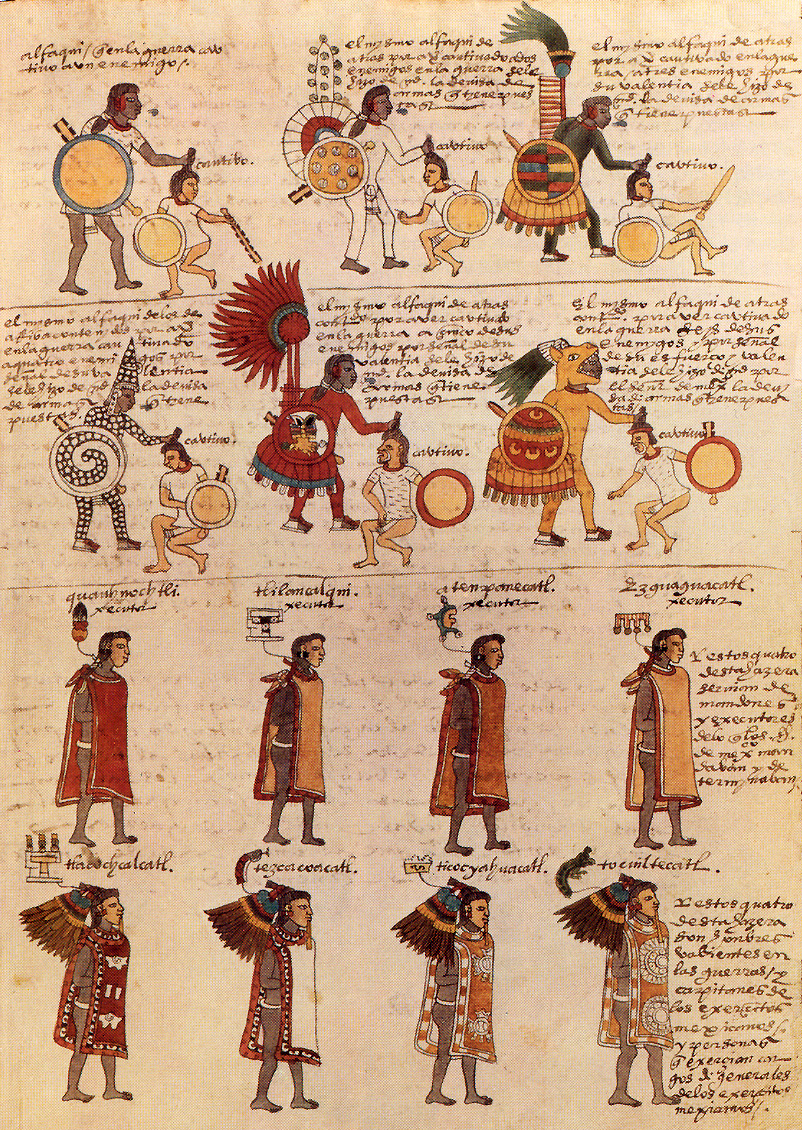
Exemple de tenue militaire et noble (Codex Mendoza).

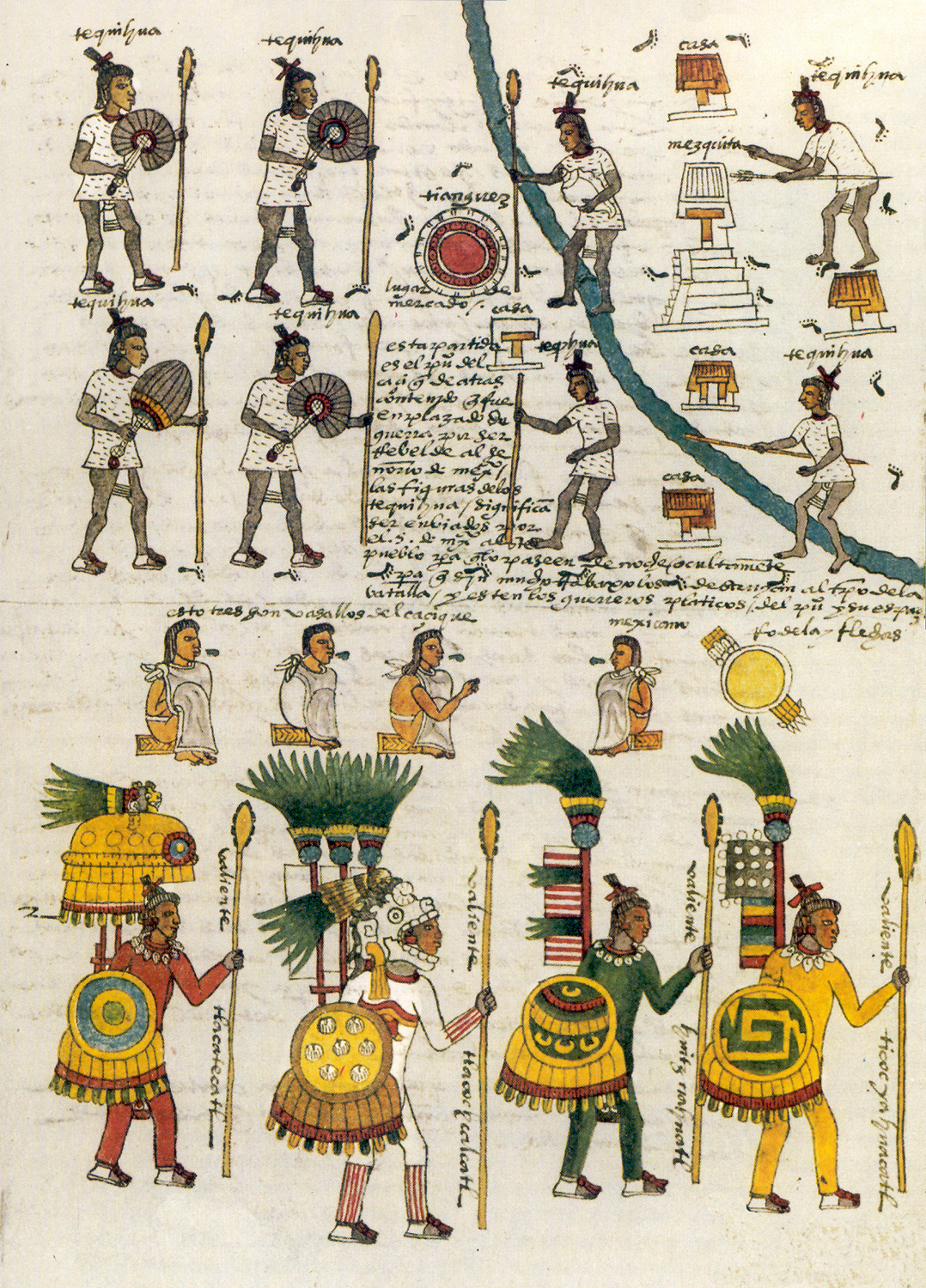
Exemple de tenue militaire commune (Codex Mendoza). En haut, on remarque que les guerriers otomis ne portent qu'une chemise et un maxtlatl (pagne).

## Après la conquête

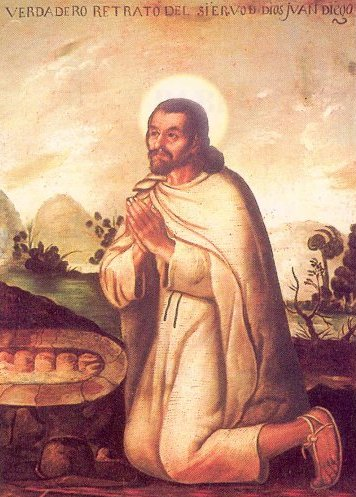
Représentation moderne de San Juan Diego, nahua qui porte un caleçon et une chemise avec une tilmatli à la manière des nobles mexicas.

## Coiffures
femme coiffe imitant des tresses

#### Sources secondaires
- Claude Stresser-Péan, Des vêtements et des hommes : Une perspective historique du vêtement indigène au Mexique, Paris, Riveneuve éditions, 2011, 367 p. (ISBN 978-2-36013-036-8)
- (es) Wilfrido Du Solier, Indumentaria antigua mexicana, Ediciones Mexicanas, 1950, 110 p. (OCLC 5639762).
- (en) Patricia Anawalt, Indian clothing before Cortés : Mesoamerican costumes from the codices, Norman, University of Oklahoma Press, 1981, 232 p. (ISBN 978-0-8061-1650-1, OCLC 7272788).
- (es) Óscar Salinas Flores, Tecnología y diseño en el México prehispánico, UNAM, 1995, 223 p. (ISBN 968-36-4730-8), « V. La indumentaria ».
- (en) Margot Schevill, Janet Catherine Berlo et Edward Bridgman Dwyer, Textile traditions of Mesoamerica and the Andes : an anthology, Austin, University of Texas Press, 1996, 503 p. (ISBN 0-292-77714-0).
- (es) José Guadalupe Martínez, Museo del Traje Mexicano, Mundo Prehispánico, Clío, 2001 (ISBN 970-663-161-5).
- (es) Francisco Javier Clavijero, Historia Antigua de México, Porrúa, 2003 (ISBN 970-07-3383-1).
- (es) Pablo Escalante Gonzalbo (dir.), La vida cotidiana en México, vol. 1, FCE et Colegio de México, 2004 (ISBN 968-16-7291-7).

#### Sources primaires
- (es) Bernardino de Sahagún, Historia General de las Cosas de Nueva España, vol. 3, Cambridge University Press, 2011, 1204 p. (ISBN 978-1-108-02586-7 et 1-108-02586-2)Voir en particulier dans le volume 2, livre VIII, chapitre VIII « De los atavios de los señores » et chapitre IX, « De los aderezos que los señores usan en sus areitos ».
  - Traduction française de 1880, libre de droits et consultable en ligne sur Gallica : livre VIII, chapitres VIII et IX.